# Ebola
Ébola je bolezen pri človeku, ki jo povzroča ebolavirus. Simptomi se običajno pojavijo dva dni do tri tedne po okužbi z virusom, in sicer vročina, boleče grlo, bolečine v mišicah in glavoboli. Sledijo slabost, bruhanje in driska, skupaj z zmanjšanim delovanjem jeter in ledvic. Takrat se pri nekaterih bolnikih pojavijo tudi zunanje in notranje krvavitve.
Do okužbe z virusom lahko pride pri stiku s krvjo ali telesnimi tekočinami okužene živali (pogosto opice ali vrsta netopirjev, ki se imenujejo leteče lisice). Prenos po zraku v naravnem okolju ni dokumentiran. Leteče lisice naj bi virus prenašale in širile, ne da bi se okužile. Ko pride do okužbe pri ljudeh, se lahko širi tudi med ljudmi. Preživeli moški lahko bolezen širijo s semenom skoraj dva meseca. Za postavitev diagnoze se običajno najprej izločijo druge bolezni s podobnimi simptomi in znaki, kot so malarija, kolera in druge virusne hemoragične mrzlice. Diagnozo potrdijo z dokazom prisotnosti virusnih protiteles, virusne RNA ali samega virusa v krvi.
Preprečevanje obsega zmanjševanje prenašanja bolezni z okuženih opic in prašičev na ljudi. To se lahko izvaja s preverjanjem okuženosti teh živali. Če se ebola potrdi, se živali nato ubijejo, trupla pa ustrezno odstranijo. Ustrezno kuhanje mesa in nošenje zaščitnih oblačil pri rokovanju z mesom je lahko koristno, prav tako je dobro nositi zaščitna oblačila in si umivati roke, kadar smo v bližini obolelih oseb. Z vzorci telesnih tekočin in tkiv obolelih oseb je treba ravnati izredno previdno.
Za bolezen ni posebnega zdravljenja. V prizadevanju za pomoč se okuženim osebam dajejo bodisi raztopina za peroralno rehidracijo (nekoliko sladka in slana voda za pitje) ali intravenske tekočine. Bolezen ima visoko umrljivost – za njo umre od 50 % do 90 % okuženih. EVD so prvič odkrili v Sudanu in Demokratični republiki Kongo. Bolezen se običajno pojavi kot izbruh v tropskih regijah Podsaharske Afrike. Od leta 1976 (ko so jo odkrili prvič) do leta 2013 se je okužilo manj kot 1000 ljudi na leto.
Največji izbruh do danes je zahodnoafriška epidemija, ki je prizadela Gvinejo, Sierro Leone, Liberijo in zelo verjetno Nigerijo. Izbruhnila je decembra 2013 in trajala do januarja 2016 ter prizadela 28.616 ljudi in zahtevala 11.310 smrti. Do kasnejših dveh izbruhov je prišlo v Demokratični republiki Kongo maja 2017 in maja 2018.

## Poimenovanje
Virus ebola je poimenovan po dolini reke Ebola v Demokratični republiki Kongo (prej Zaire), kjer leta 1976 bolezen prvič izbruhnila. V slovenščini se je uveljavil naglas na e (ébola), medtem ko se v angleščini naglaša drugi samoglasnik, torej o. Naglaševanje na e navajajo Slovar novejšega besedja slovenskega jezika, druga izdaja Slovarja slovenskega knjižnega jezika in na primer Mikrobiološki slovar.

## Znaki in simptomi
Znaki in simptomi okužbe z ebolavirusom so sprva podobni znakom okužbe z gripo: utrujenost, povišana telesna temperatura, glavobol, bolečine v sklepih, mišicah in trebušne bolečine. Bruhanje, driska in neješčost so prav tako pogosti znaki. Manj pogosti simptomi vključujejo boleče grlo, bolečine v prsih, kolcanje, oteženo dihanje in požiranje. Povprečen čas med okužbo in začetkom simptomov je od 8 do 10 dni, variira pa lahko tudi med 2 in 21 dnevi. V približno 50 % primerih se pojavijo tudi kožni izpuščaji. Začetni simptomi so podobni malariji, mrzlici denga in drugim tropskim boleznim, nato bolezen napreduje do faze krvavitev. 
V 40 do 50 % primerov se pojavijo krvavitve iz sluznic (npr. gastrointestinalnega trakta, nosu, nožnice, dlesni). V tej fazi, ki se po navadi začne od 5 do 7 dni po pojavu prvih simptomov, se lahko notranje in podkožne krvavitve kažejo z rdečimi očmi ali prisotnostjo krvi v izbruhku. Krvavitve v koži lahko vodijo do petehij, purpure, ekhimoz in hematoze (še posebej na mestih injekcijskih vbodov). Krvavitve se kažejo v krvi, prisotni v blatu in izbruhanini, ter pri kašlju. Močne krvavitve so redke in so po navadi povezane s prebavno cevjo. V splošnem pojav znakov, povezanih s krvavitvami, pogosto povezujemo s slabšo prognozo. Vsi okuženi kažejo znake, povezane s krvnim obtokom. To vključuje tudi koagulopatijo (moteno strjevanje krvi). Če okuženi ne okreva, v 7 do 16 dneh po pojavu prvih simptomov nastopi smrt zaradi odpovedi več notranjih organov.

## Zgodovina bolezni
Virus je poimenovan po dolini reke Ebola v Demokratični republiki Kongo (prej Zaire), kjer se je prvič pojavil leta 1976. Obstaja več podtipov bolezni. Ebolavirus zaire je najnevarnejši podtip ebolavirusa s smrtnostjo do 90 procentov in dolgoletnim povprečjem 83 % smrtnih žrtev. Prav tako zaire predstavlja napogostejši podtip pri izbruhih med ljudmi. Prvega obolelega so zdravili 26. avgusta 1976 v Yambuku. 44-letni učitelj Mabalo Lokela se je vrnil s popotovanja po državi. Njegovo bolezen so prepoznali kot malarijo, zato je dobil injekcijo kinina. Po poročanju oblasti se je Lokela vračal v lokalno bolnišnico vsak dan. V enem tednu so se simptomi razvili v krvavo drisko, bruhanje, vrtoglavico, visoko telesno temperaturo. Lokela je umrl 8. septembra istega leta. Njegova bolezen je trajala 13 dni. Nekaj dni po smrti Lokele so začeli v bolnico prihajati še drugi pacienti. Ugotovilo se je, da se je bolezen razširila zaradi uporabe nesteriliziranih igel. Medicinske sestre so zaradi pomanjkanja finančnih sredstev pogosto ves dan uporabljale vsaka samo eno iglo. K razširjanju bolezni so gotovo prispevali tudi lokalni pogrebni običaji, ki so obsegali praznjenje prebavnega trakta pokojnega.
Hkrati je prišlo do izbruha tudi v Sudanu. Ebolavirus sudan je prvič izbruhnil leta 1976. Najprej se je okužil delavec v tovarni bombaža v mestu Nzara. Naslednji primer se je zgodil v istem mestu, okužil pa se je lastnik nočnega kluba, ki je nato poiskal zdravstveno pomoč.  V lokalni bolnišnici ga je poskušal zdraviti zdravnik, ki pa ni upošteval navodil o sterilnosti. Tako se je virus razširil po bolnišnici. Smrtnost pri tem podtipu je 53%.
Reston ebolavirus je človeku nenevaren virus. Njegov prenašalec so opice vrste makaki. Opice in njihovi telesni organi se uporabljajo za izdelavo človeških cepiv. Prvič je izbruhnil leta 1989 v mestu Reston (zvezna država Virginija ZDA), nedaleč od Washington D.C. Okuženih je bilo cca. 100 opic. Zbolelo je 6 skrbnikov živali. Nihče ni umrl, prav tako so bili vsi zdravljeni v mestni bolnici (v običajnih bolniških sobah). Izbruh se je ponovil še februarja 1990 v istem mestu, leta 1992 v Sienni, Italija in leta 1996 v Teksasu.
Ivory Coast ebolavirus je prvič izbruhnil novembra 1994 v gozdovih Slonokoščene obale. Med preučevanjem trupel šimpanzov se je okužila švicarska raziskovalka. Zbolela je po dveh tednih, nato je bila hospitalizirana v eno izmed švicarskih bolnišnic. Po dveh tednih nege je bila odpuščena.
Konec leta 2007 se je pojavil nov tip ebole. Možno je, da se bo imenoval ebolavirus Uganda, po državi v kateri se je prvič pojavil.

### Izbruh bolezni 2014
Marca 2014 je Svetovna zdravstvena organizacija (WHO) poročala o večjem izbruhu ebole v Gvineji. Raziskovalci so odkrili, da je vir dvo-letni otrok, ki je zaradi bolezni umrl 28. decembra 2013. Bolezen se je hitro razširila v sosednji državi Liberijo in Sierro Leone. Gre za največji izbruh ebole v zgodovini in prvi primer v regiji.
8. avgusta 2014 je WHO epidemijo razglasila za globalno nevarnost in pozivala vse države, naj prizadetemu območju pomagajo. Vrhovni direktor organizacije je dejal, da prizadete države preprosto niso sposobne zajeziti tako velikega in kompleksnega izbruha ebole. Do sredine avgusta so Zdravniki brez meja opozorili, da je stanje v liberijski prestolnici Monrovija katastrofalno in da se stanje slabša iz dneva v dan. Do konca avgusta se je bolezen razšrila v Nigerijo, o enem primeru pa so poročali tudi iz Senegala. 30. septembra 2014 so v ZDA poročali o prvem potrjenem primeru ebole, za katero se je bolnik zdravil v bolnišnici v Teksasu.
Poleg žrtev je bolezen povzročila gospodarsko škodo prizadetim državam. Časopis Financial Times je zapisal, da bodo gospodarske posledice izbruha ebole bolj smrtonosne kot sama bolezen. 23. septembra so iz Liberije, Sierre Leone in Gvineje poročali, da imajo pomoči le še za 893 bolnikov, okuženih pa je bilo 2122. WHO je 26. septembra zapisala, da v zadnjem času ni bilo tako hudega izbruha ebole, kjer bi se patogen širil tako hitro in tako dolgo.
3. oktobra so poročali o 7.493 primerih okužbe in 3.439 smrti. WHO ocenjuje, da so številke občutno večje. Med žrtvami je tudi 216 zdravnikov.
8. oktobra 2014 je umrl ameriški bolnik z ebolo, ki so ga zdravili v Teksasu. Šlo je za prvi smrtni primer izven žarišča v Zahodni Afriki.

## Pregled
Vemo, da gre za zoonotski virus, saj so z njim okužene tudi obsežne populacije nižinskih goril v Srednji Afriki. Kljub obsežnim prizadevanjem Svetovne zdravstvene organizacije še vedno ne poznamo živalskega vira, ki bi lahko ohranjal virus pri obstoju med izbruhi. Najverjetnejši kandidat pa so leteče lisice.
Hemoragična mrzlica ebola je večinoma smrtna in obsega številne simptome, npr. mrzlico, bruhanje, drisko, splošno slabo počutje ter bolečine v mišicah in sklepih, včasih tudi notranje in zunanje krvavitve. Smrtnost je izredno visoka, pri človeku odvisno od virusnega podtipa od 50% do 89%. Neposredni vzrok smrti je največkrat hipovolemični šok ali odpoved organov.
Ker je ebola največkrat smrtna, odobreno cepivo ali zdravilo pa ni na razpolago, jo Center za nadzor in preprečevanje bolezni v ZDA klasificira kot agens četrte ravni biološke varnosti ter kot bioteroristični agens kategorije A. Mogoče bi jo bilo uporabiti v biološkem bojevanju. Njeno učinkovitost kot orožje zmanjšujeta le visoka smrtnost in hitrost učinkovanja. Izbruh se namreč običajno hitro razširi v vasi ali bolnišnici, prizadene vse prebivalstvo, nato pa mu zmanjka gostiteljev in ugasne, še preden bi dosegel večjo skupnost.